# Heinrich Sieveking

Heinrich Sieveking, um 1914

Heinrich Johann Sieveking (* 20. August 1871 in Hamburg; † 25. Dezember 1945 ebenda) war ein deutscher Nationalökonom und Historiker.

## Leben

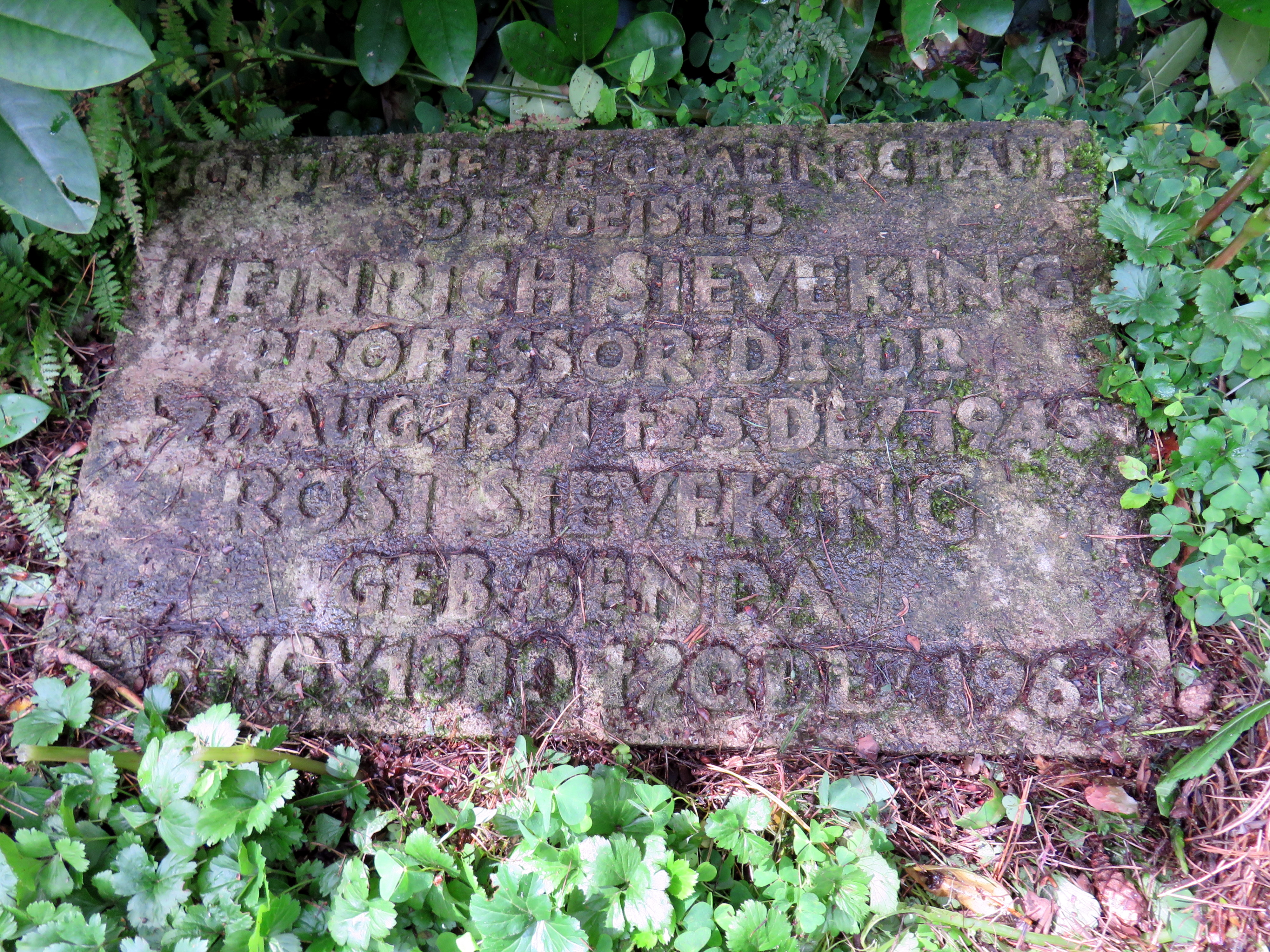
Heinrich Sieveking Familiengrabanlage auf dem Friedhof Ohlsdorf

Heinrich Sieveking entstammte der traditionsreichen hamburgischen Familie Sieveking. Nach dem Besuch des Wandsbeker Matthias-Claudius-Gymnasiums studierte er Rechts- und Staatswissenschaften in Tübingen, Berlin, München und Leipzig. Nach einer juristischen (1893 bei Rudolph Sohm) und einer historischen Promotion (1895 bei Karl Lamprecht) wurde Sieveking 1897 in Freiburg habilitiert und 1903 als Extraordinarius nach Marburg berufen. 1907 wurde er Ordinarius für Sozialökonomie an der Universität Zürich. 1922 übernahm er den Lehrstuhl für Volkswirtschaftslehre an der neugegründeten Universität Hamburg, wo er im akademischen Jahr 1928/29 auch als Rektor amtierte. Sein Vorschlag, die Universität nach Gotthold Ephraim Lessing zu benennen, blieb jedoch ohne Folgen. Über seine Vorfahren Karl Sieveking (1923 bis 1928) und Georg Heinrich Sieveking (1913) legte er umfangreiche Lebensbilder vor.
Politisch dem Freisinn bzw. dem Liberalismus nahestehend, zog sich Sieveking nach 1933 zunehmend in die innere Emigration zurück. 1936 wurde er emeritiert. In seinen letzten Lebensjahrzehnt betrieb er vorwiegend Studien zur hamburgischen Geschichte sowie zur Familiengeschichte. Sieveking erkannte als erster den Quellenwert der Haushaltsbücher der Reimarus-Familie. Er widmete dem Reimarus-Sieveking-Kreis mehrere Bücher und Aufsätze.
Er war verheiratet mit Rosa, geb. Benda (1880–1963), einer Tochter von Johannes Daniel Benda. Aus dieser Ehe gingen die Söhne Gerhart Sieveking und Heinz-Jürgen Sieveking (1912–1943) hervor.

## Schriften (Auswahl)
- Grundzüge der neueren Wirtschaftsgeschichte vom 17. Jahrhundert bis zur Gegenwart, Leipzig 1907
- Karl Sieveking 1787–1847. Lebensbild eines hamburgischen Diplomaten aus dem Zeitalter der Romantik, 3 Bde. Hamburg 1923–1928.
- Georg Heinrich Sieveking. Lebensbild eines Hamburgischen Kaufmanns aus dem Zeitalter der französischen Revolution. Berlin 1913.
- Die Aufgaben des deutschen Kaufmanns im Auslande. In: Jahrbuch für deutschnationale Kaufmannsgehilfen. Band 26, 1927, S. 87–94